# 奎屯站
奎屯站，位于中华人民共和国新疆维吾尔自治区伊犁哈萨克自治州奎屯市火车站街道，是兰新铁路乌阿段、奎北铁路上的火车站，建于1988年。现办理客货运业务，车站及其上下行区间均为电气化区段。车站距离乌鲁木齐站241公里，隶属乌鲁木齐铁路局奎屯车务段。

## 車站周邊
- 中国邮政火车站邮政支局
- 奎屯医院铁路分院
- 奎屯市第六中学
- 奎屯市第八小学
- 奎铁公园
- 中国建设银行奎屯火车站分理处
- 国家电网奎屯供电公司
- 奎屯市市场监督管理局

## 外部連結
- 中国铁路客户服务中心 （页面存档备份，存于）